# Route nationale 81
Die N81 war eine französische Nationalstraße, die 1824 zwischen Chabreloche und Roanne festgelegt wurde. Sie geht auf die Route impériale 99 zurück. Ihre Länge betrug 55 Kilometer. 1863 wurde sie zwischen Villemontais und Saint Just auf eine südöstlichere Route über Crémeaux und Juré gelegt. 1933 wurde sie zwischen Chabreloche und Saint-Just-en-Chevalet abgestuft und ab Saint-Just-en-Chevalet nach Noirétable geführt. Die Länge änderte sich dadurch nicht. 1973 wurde sie abgestuft und 1978 wurde eine neue N81 aus diversen anderen Nationalstraßen zwischen Nevers und Pouilly-en-Auxois gebildet:
- N 78 Nevers – Kreuzung mit N79
- N 79 Kreuzung mit N78 – Decize
- N 478 Decize – Luzy
- N 73 Luzy – Autun
- N 494 Autun – Meilly-sur-Rouvres
- Neubautrasse
- N 77bis Kreuzung mit N77bis – Pouilly-en-Auxois

2006 wurde diese Führung abgestuft.